# Bondoukou (underprefektur)
Bondoukou är en underprefektur i Elfenbenskusten. Den ligger i departementet med samma namn, i den östra delen av landet, 300 km nordost om huvudstaden Yamoussoukro.